# اندر لافونته
اندر لافونته (انگلیسی: Ander Lafuente؛ زادهٔ ۱۸ فوریهٔ ۱۹۸۳) بازیکن فوتبال اهل اسپانیا است.
از باشگاه‌هایی که در آن بازی کرده‌است می‌توان به باشگاه فوتبال پومفرادینا، باشگاه فوتبال گرانادا، باشگاه فوتبال راسینگ سانتاندر، و باشگاه فوتبال اتلتیک بیلبائو بی اشاره کرد.